# Universiteit van Straatsburg
De Universiteit van Straatsburg (Frans: Université de Strasbourg (UdS)) is een Franse universiteit in Straatsburg. De universiteit is met bijna 42.000 studenten en 5.230 personeelsleden in 86 onderzoekscentra de grootste Franse universiteit. Ze kwam in 2009 tot stand uit een fusie, waarmee een eerdere opsplitsing ongedaan werd gemaakt.

## Geschiedenis
De geschiedenis van de Universiteit van Straatsburg gaat terug tot het Protestants (Luthers) Gymnasium dat in 1538 door Johannes Sturm werd gesticht als gymnasium. In 1566 kreeg ze op last van keizer Maximiliaan II de rang van Academie, met als titel Protestantse Academie. In 1621 werd ze universiteit. In 1681 bezetten de troepen van Lodewijk XIV Straatsburg en daarmee kwam ook de universiteit in Franse handen maar ze bleef als uitzondering in Frankrijk autonoom. De colleges van wat nu koninklijke universiteit heette zouden tot aan de Franse Revolutie echter nog in het Latijn en het Duits gegeven worden. Naast Franse studenten bleven ook vooral studenten uit de zuidelijke staten van Duitsland zich als student inschrijven en zo ook Johann Wolfgang Goethe die in de jaren 1770-1771 zijn, aan de universiteit van Leipzig aangevangen, studie in de rechtswetenschap hier afmaakte met een promotie tot doctor.
Tijdens de Revolutie werd de universiteit opgeheven en in 1794 vervangen door een Franstalige hogeschool in het gecentraliseerde Franse hoger onderwijssysteem.
In 1871, na de inlijving van Elzas-Lotharingen door het Duitse keizerrijk, werd ze wederopgericht met keizer Wilhelm I als beschermheer. In 1877 kreeg ze de naam Kaiser-Wilhelms-Universität Alle Duitse universiteiten stonden een deel van hun boekenbestand af, reden waarom Straatsburg nog steeds een schatkamer is voor oudere Duitse wetenschap en literatuur. In 1918 werden Straatsburg en haar universiteit weer Frans en zijn meer dan 1.800 universitaire medewerkers uitgewezen.
In de Tweede Wereldoorlog werd deze universiteit naar Clermont-Ferrand verplaatst (tot 1945) en in 1941 restaureerden de Duitse bezetters de universiteit als Reichsuniversität Strassburg die overigens amper studenten kon inschrijven vanwege de oproep van jonge dienstplichtigen aan het oorlogsfront.
Na de oorlog keerden de vooroorlogse verhoudingen terug en in de jaren 1970 werd de universiteit opgesplitst in drie instituten, die de naam kregen van drie beroemde alumni: de Université Louis Pasteur (Université Strasbourg-I, natuurwetenschappen), de Université Marc Bloch (Université Strasbourg-II, geesteswetenschappen) en de Université Robert Schuman (Université Strasbourg-III, rechten).
De universiteit beschikt wegens het bijzondere godsdienstige statuut dat de Elzas na de inlijving bij Frankrijk werd toegekend, over twee theologische faculteiten (rooms-katholiek en Protestants), die door de staat worden onderhouden.
Op 1 januari 2009 gingen deze drie instellingen, aangevuld met het Institut universitaire de la formation des maîtres opnieuw samen.
De fusie-instelling was in 2009 een van de eerste 20 Franse universiteiten (van de 85 in totaal) die financiële autonomie kregen, waarbij ze ook via een stichting (la Fondation partenariale de l'Université de Strasbourg) fondsen kunnen aantrekken.
Samen met de universiteiten van Karlsruhe (Duitsland), Bazel (Zwitserland), Mulhouse (Frankrijk) en Freiburg im Breisgau (Duitsland) is de Universiteit van Straatsburg vandaag lid van de Europese confederatie van universiteiten aan de Bovenrijn (EUCOR).

## Alumni
Tot de alumni van de universiteit behoren naast Louis Pasteur, Marc Bloch en Robert Schuman ook Johann Wolfgang Goethe en Albert Schweitzer.
 België - Universiteit Antwerpen ·
 Tsjechië - Masaryk-universiteit ·
 Denemarken - Universiteit van Aarhus ·
 Spanje - Complutense-universiteit van Madrid ·
 Finland - Universiteit van Helsinki ·
 Frankrijk - Université de Lille · Universiteit van Straatsburg ·
 Duitsland - Ruhr-universiteit van Bochum · Universiteit Leipzig ·
 Estland - Universiteit van Tartu ·
 Griekenland - Aristoteles-universiteit van Thessaloniki ·
 Hongarije - Eötvös Loránd Tudományegyetem ·
 IJsland - Háskóli Íslands ·
 Ierland - University College Cork ·
 Italië - Università di Bologna ·
 Letland - Latvijas Universitāte ·
 Litouwen - Universiteit van Vilnius ·
 Malta - Universiteit van Malta ·
 Nederland - Hogeschool voor de Kunsten Utrecht · Universiteit Utrecht ·
 Noorwegen - Universiteit van Bergen ·
 Oostenrijk - Universiteit van Graz ·
 Polen - Jagiellonische Universiteit ·
 Portugal - Universiteit van Coimbra ·
 Roemenië - Alexander Jan Cuza-universiteit van Iași ·
 Slowakije - Comeniusuniversiteit Bratislava ·
 Slovenië - Universiteit van Ljubljana ·
 Turkije - Boğaziçi Universiteit ·
 Verenigd Koninkrijk - Queens University Belfast · Universiteit van Hull ·
 Zwitserland - Universität Basel